# Matias Raymaekers
Matias Raymaekers (ur. 11 maja 1982 w Herk De Stad) – belgijski siatkarz, grający środkowego. 36-krotny reprezentant Belgii.

## Sukcesy klubowe
Superpuchar Belgii:
- 2002, 2003

Puchar Belgii:
- 2003, 2004

Mistrzostwo Belgii:
- 2003, 2004
- 2005, 2016
- 2014

Superpuchar Włoch:
- 2006

Puchar Rosji:
- 2010

Puchar Niemiec:
- 2013

Mistrzostwo Niemiec:
- 2013